# Lodi-Gärten

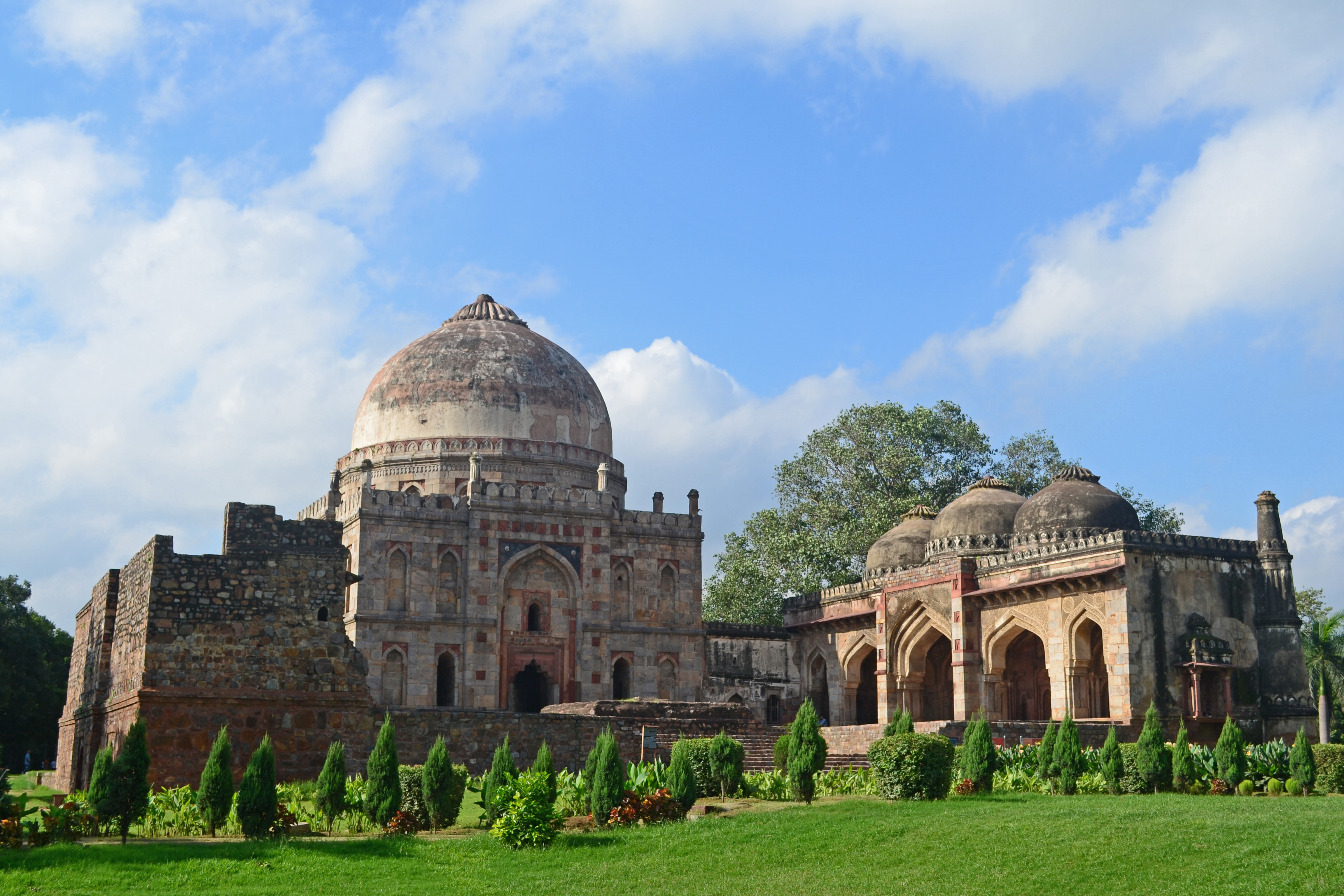
Bara-Gumbad und Moschee, Lodi-Gärten, Delhi

Die Lodi-Gärten (manchmal auch Lodhi-Gärten geschrieben, Hindi लोधी उद्यान Lōdhī udyāna) sind eine etwa 360.000 m² große Parkanlage mit mehreren Mausoleen und anderen Bauten aus dem 15. und 16. Jahrhundert in der indischen Metropole Delhi. Es ist eine gepflegte Gartenanlage, die von vielen Indern gerne für Spaziergänge und Picknicks genutzt wird.

## Lage
Die Lodi-Gärten befinden sich etwa auf halbem Wege zwischen dem etwa 1 km westlich gelegenen Safdarjung-Mausoleum und dem 2 km östlich befindlichen Humayun-Mausoleum im Südwesten von Neu-Delhi in einer Höhe von ca. 215 m.

## Geschichte

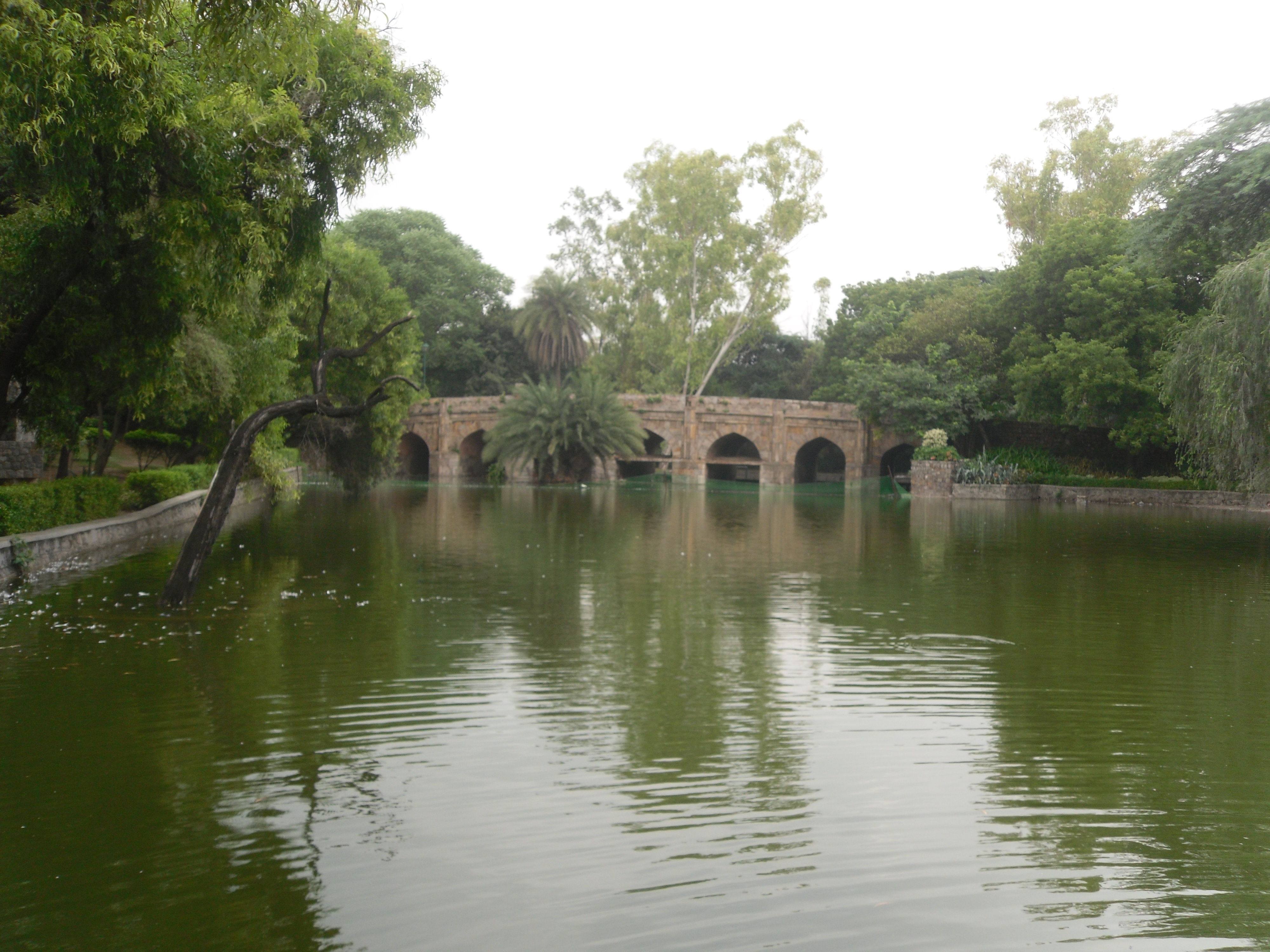
Brücke aus der Zeit von Akbar I.

Nach den Grabmälern für Iltutmish († 1236) und Ala ud-Din Khalji († 1316), den Mausoleen für Ghiyas-ud-din Tughluq († 1325) und Firuz Shah Tughluq († 1388) entstanden in Delhi, der Hauptstadt des gleichnamigen Sultanats weit über 100 größere Grabbauten von Herrscherpersönlichkeiten, deren Familienangehörigen sowie von höheren Staatsbeamten und Militärs, die bis heute für das Stadtbild prägend sind. Die Sultane der Sayyid- und der Lodi-Dynastie wählten ein Terrain im Südwesten der Stadt, das etwa 100 Jahre später auch vom Großmogul Akbar I. genutzt wurde, der hier ein Observatorium erbauen ließ – aus dieser Zeit stammt eine siebenbogige, in der Mitte leicht ansteigende Brücke mit acht Pfeilern (athpula). Später siedelten sich auf dem Gelände zwei Dörfer an, die noch während der britischen Kolonialherrschaft (1936) umgesiedelt wurden; seit 1947 trägt die Stätte offiziell den Namen „Lodi-Gärten“.

## Bauten

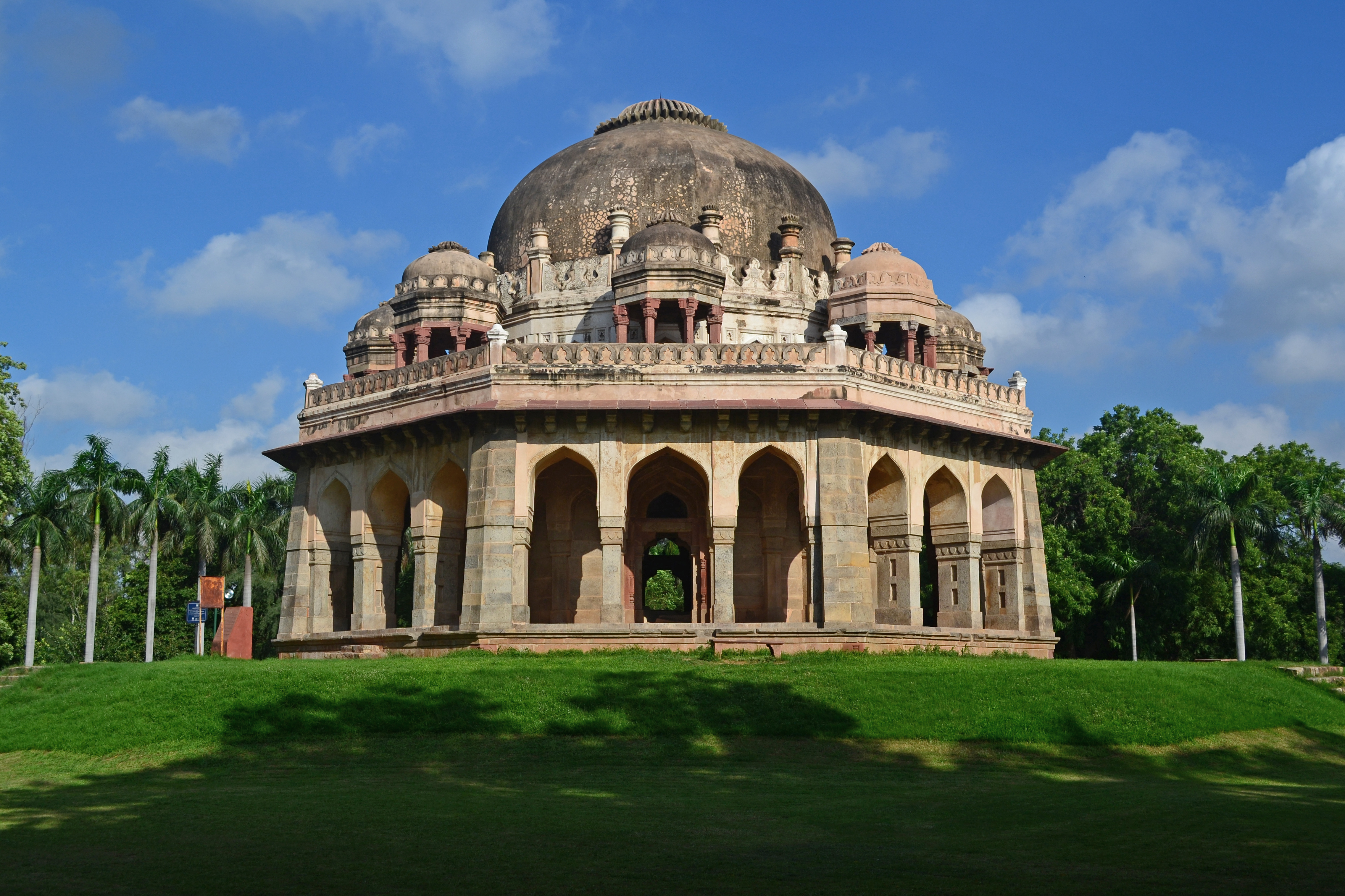
Grabbau für Mohammed Schah IV.

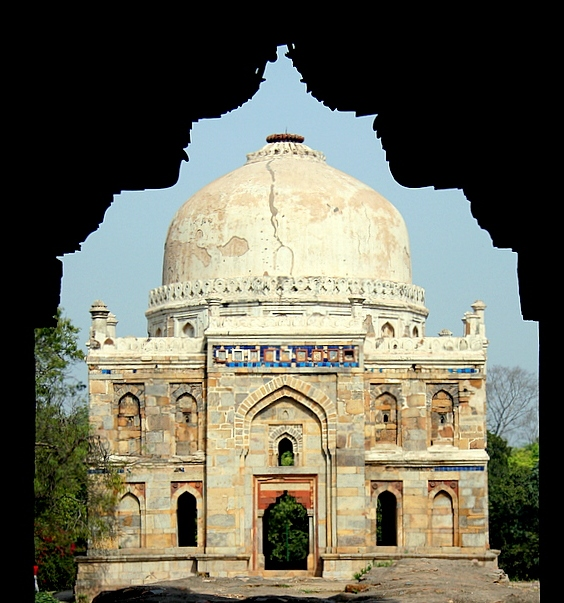
Sheesh-Gumbad

MausoleenDie beiden bedeutendsten Grabbauten in den Lodi-Gärten sind das Mausoleum für Mohammed Schah IV. († 1445) und Sikandar Lodi († 1517), die in den jeweiligen Personenbeiträgen beschrieben sind. Beide mit nicht gebauchten Kuppeln (gumbads) versehenen Bauten stehen auf deutlich erhöhtem Gelände, haben einen oktogonalen Grundriss und sind nach allen Seiten durch dreibogige Arkaden geöffnet, die ein Triumphbogenschema bilden. Der wesentliche Unterschied beider Bauten liegt in den fehlenden Pavillonaufbauten (chhatris) auf dem Grabmal Sikandar Lodis. Während im Grabbau für Mohammed Schah auch dessen Familienangehörige beigesetzt sind, ruht Sikandar Lodi allein in seinem Mausoleum, welches innerhalb eines gesonderten, festungsartig erhöhten Mauergevierts steht.

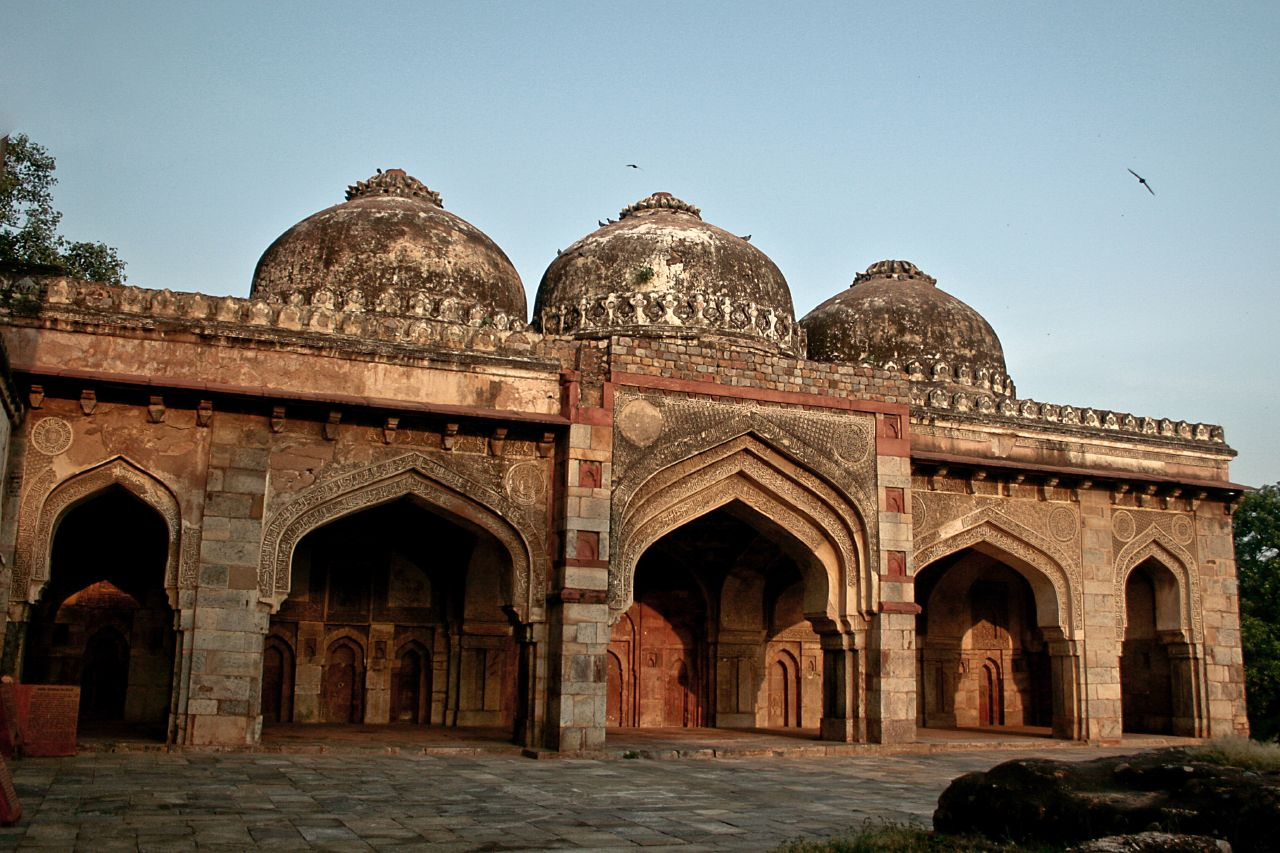
Moschee neben Bara-Gumbad

Bara GumbadIm Zentrum der Gartenanlage steht ein Bau, der als Bara (oder Bada )Gumbad („große Kuppel“) bezeichnet wird, über dessen Funktion jedoch keine Klarheit besteht. Seine Architektur weist zweifellos auf einen Grabbau hin, doch finden sich im Innern keine Kenotaphe oder anderweitige Indizien für ein Mausoleum. Unmittelbar an das Bara Gumbad anschließend findet sich die von drei Kuppeln bedeckte Gebetshalle einer Moschee aus dem Jahr 1494 – also der Regierungszeit Sikandar Lodis; es wird vermutet, dass das Bara Gumbad lediglich als eine Art überdimensionierter Torbau für den ursprünglich wahrscheinlich nach allen Seiten geschlossenen Moscheehof oder eine noch größere umschlossene Anlage, die auch das nebenstehende Shish Gumbad beinhaltete, diente. Das Mittelportal der Moschee hat eine ungewöhnliche viergeteilte Bogenwölbung; auch wird ein wenig mit den unterschiedlichen Farben des verwendeten Sandsteinmaterials experimentiert. Die nach Westen, d. h. nach Mekka orientierte Qibla-Wand enthält mehrere Wandnischen, die mittlere bildet den eigentlichen Mihrab.
Shish GumbadDas wegen seiner – ehemals wohl vorhandenen – Spiegeleinlagen im Inneren Shish Gumbad („Glaskuppel“) genannte Bauwerk ist aufgrund der namenlosen Kenotaphe im Innern eindeutig als Grabmonument zu identifizieren. Es scheint ebenfalls aus der späten Lodi-Zeit zu stammen. Identifiziert wird es entweder als Grablege einer hohen Staatsbeamtenfamilie oder sogar als Mausoleum von Bahlul Lodi. An seinem Außenbau findet sich ein zurückhaltendes Spiel mit roten und hellen Sandsteinen; erstmals sind auch blaue Kacheln zu sehen. Wie bei den anderen Mausoleen ist die zentrale Kuppel zweischalig ausgeführt; die äußere Kuppel ist durch einen ummantelten und mit Architekturmotiven verkleideten Tambour erhöht. Ihre Spitze wird von einer umgedrehten Lotosblüte gebildet – einem uralten Element der Hindu-Architektur (vgl. Gupta-Tempel in Gop), welches sich später auch auf den Kuppeln der Mogul-Architektur und damit auch auf dem Taj Mahal finden wird. Anders als alle anderen Bauten in den Lodi-Gärten schließt das Mausoleum nach oben ab mit einem ringförmigen Element (amalaka), das ansonsten nur bei Hindu-Tempeln erscheint (vgl. Tempelbezirk von Khajuraho). Die Ecken des Bauwerks und die leicht vorspringenden Portalrisalite sind durch kleine Türmchen, die auf der quadratischen Brüstungsmauer aufsitzen, besonders betont.

## Umgebung
Nicht weit von den Lodi-Gärten entfernt erheben sich vier weitere Mausoleen (Fotos siehe Weblinks) aus dem späten 15. Jahrhundert in unmittelbarer Nachbarschaft: 
- das zur Gänze verputzte Kale-Khan-ka-Gumbad, ein im Jahr 1481 errichteter Grabbau für Mubarak Khan Lohani, den Obersten Richter am Hofe Bahlul Khan Lodis, des Vaters von Sikander Lodi,
- das ebenfalls verputzte Chote-Khan-ka-Gumbad,
- das nur teilweise verputzte Bhure-Khan-ka-Gumbad und
- das architektonisch besonders eigenwillig gestaltete Bade-Khan-ka-Gumbad.

Anders als bei den steinsichtigen Grabmälern in den Lodi-Gärten, ist bei allen vier genannten Bauten die Steinbearbeitung eher etwas grob und uneinheitlich, so dass erst der Verputz für ein optisch einheitliches Erscheinungsbild sorgte.